# 太陽の棘
『太陽の棘』（たいようのとげ、Under the sun and Stars）は、原田マハによる日本の小説。『別冊文藝春秋』（文藝春秋）にて2012年1月号から2014年1月号まで連載された。単行本の装丁は大久保明子による。装画は、表紙に玉那覇正吉「スタンレー・スタインバーグ」、裏表紙に玉那覇正吉「自画像」（ともにスタンレー・スタインバーグ蔵）が用いられている。
著者が沖縄県立博物館・美術館で開催された、スタインバーグ博士所有のニシムイ・コレクションを紹介するテレビ番組を見たことが、本作を執筆するに至ったきっかけとなっている。

## あらすじ
1946年5月、エドワード・ウィルソンはスタンフォード大学医科大学院を修了する目前に、アメリカ陸軍から、従軍医任命の通達を受ける。研修・臨床経験を積んだのち、エドワードが派遣されたのは、アメリカ合衆国に占領され、戦後復興もままならない、かつての激戦地・沖縄であった……
沖縄では精神科医として、精神を病み荒れる米兵を診察する毎日だが、非番の日に同僚のアランと出かけた気晴らしのドライブで、ニシムイ美術村で暮らす、画家たちと出会う……
長雨が続き鬱屈とする梅雨。焼けつくような強い日差し。何もかも吹き飛ばしてしまう台風。厳しい自然環境と、画材を手に入れる事もままならない経済状況。でも、どんな困難な中でも屈することなく、創作を続ける若き画家たち……
自由にそして情熱的に描かれた彼らの作品に心を奪われたエドワードは、絵画を通じて、美術村の画家たちと交流を深めてゆく……

## 登場人物
エドワード・ウィルソン
軍医、精神科医。通称はエド。医者になる前は画家になる事も夢見ていたが、絵を描く事は趣味と割り切って、医学の道に進む。気晴らしに出かけたドライブで、ニシムイ美術村を訪ね、そこで暮らす画家らと交流を始める。
アランウォータース
軍医、精神科医。日本文化に興味があり、エド同様、日本人と積極的に交流を図る。審美眼に優れ、その分析力に、エドは「画商になれよ」と冗談を飛ばされるほど。
タイラ・セイキチ
画家、那覇出身。元従軍画家。東京美術学校で学び、サンフランシスコ・アート・インスティテュート(sfai)に留学。留学中に妻であるメグミと出会い恋に落ちる。ゴッホともゴーギャンとも違う、その画にエドは魅せられる。
タイラ・メグミ
日系2世。セイキチの妻。苦しい家計を支える。
ヒガ・エイコウ
画家。元従軍画家。東京美術学校時代にタイラと出会う。戦後は酒浸りで創作に積極的ではないが、その才能は美術村の誰もが認める。
マーガレット・パッカード
スタンフォード大学・法科大学院に通い弁護士を目指す才媛。父親も弁護士で裕福な家庭で育つ。エドワードの婚約者。
ロバート・ヒル
将校・少佐、荒くれ者。
エブラハム・エセックス
軍医、陸軍医療大隊長。幾度も修羅場を経験した猛者。エドにとって上司であり、スタンフォード大学の先輩にあたる。